# Hopkins (Misuri)
Hopkins es una ciudad ubicada en el condado de Nodaway, Misuri, Estados Unidos. Según el censo de 2020, tiene una población de 472 habitantes.

## Geografía
La ciudad está ubicada en las coordenadas 40°33′4″N 94°49′1″O / 40.55111, -94.81694. Según la Oficina del Censo de los Estados Unidos, Hopkins tiene una superficie total de 1.85 km², correspondientes en su totalidad a tierra firme.

## Demografía
Según el censo de 2020, hay 472 personas residiendo en Hopkins. La densidad de población es de 255,14 hab./km². El 93.22% de los habitantes son blancos, el 0.85% son afroamericanos, el 0.85% son amerindios, el 0.42% son asiáticos, el 0.42% son de otras razas y el 4.24% son de una mezcla de razas. Del total de la población, el 1.27% son hispanos o latinos de cualquier raza.